# 至人
中医专著《黄帝内经·上古天真论篇第一》记载:“中古之时，有至人者，淳德全道，和于阴阳，调于四时，去世离俗，积精全神，游行天地之间，视听八远之外，此盖益其寿命而强者也。亦归于真人。”莊子中也有至人之用心如鏡不將不迎的说法。

## 参看
- 中医
- 内丹术